# Convair XC-99
XC-99 — американский военно-транспортный самолёт.

## История создания
Заказ на создание ХС-99 ВВС США подписали 31 декабря 1942 г. Работы над проектом велись параллельно с В-36, для ХС-99 был спроектирован фюзеляж с двухпалубной гермокабиной длиной 55,6 м, шириной 4 м и высотой 7,66 м. 
Крыло и силовая установка были такими же как и у В-36. 
Первый полет самолёт совершил 24 ноября 1947 г. Испытания продолжались до весны 1949 г.
Предполагалось в состав каждого авиакрыла, вооружённого В-36, передать по одному ХС-99, для перевозки оборудования, топлива и вооружения (в том числе атомного). Однако строительство этого самолёта оказалось слишком дорогим, и был изготовлен лишь один его экземпляр.

## Эксплуатация

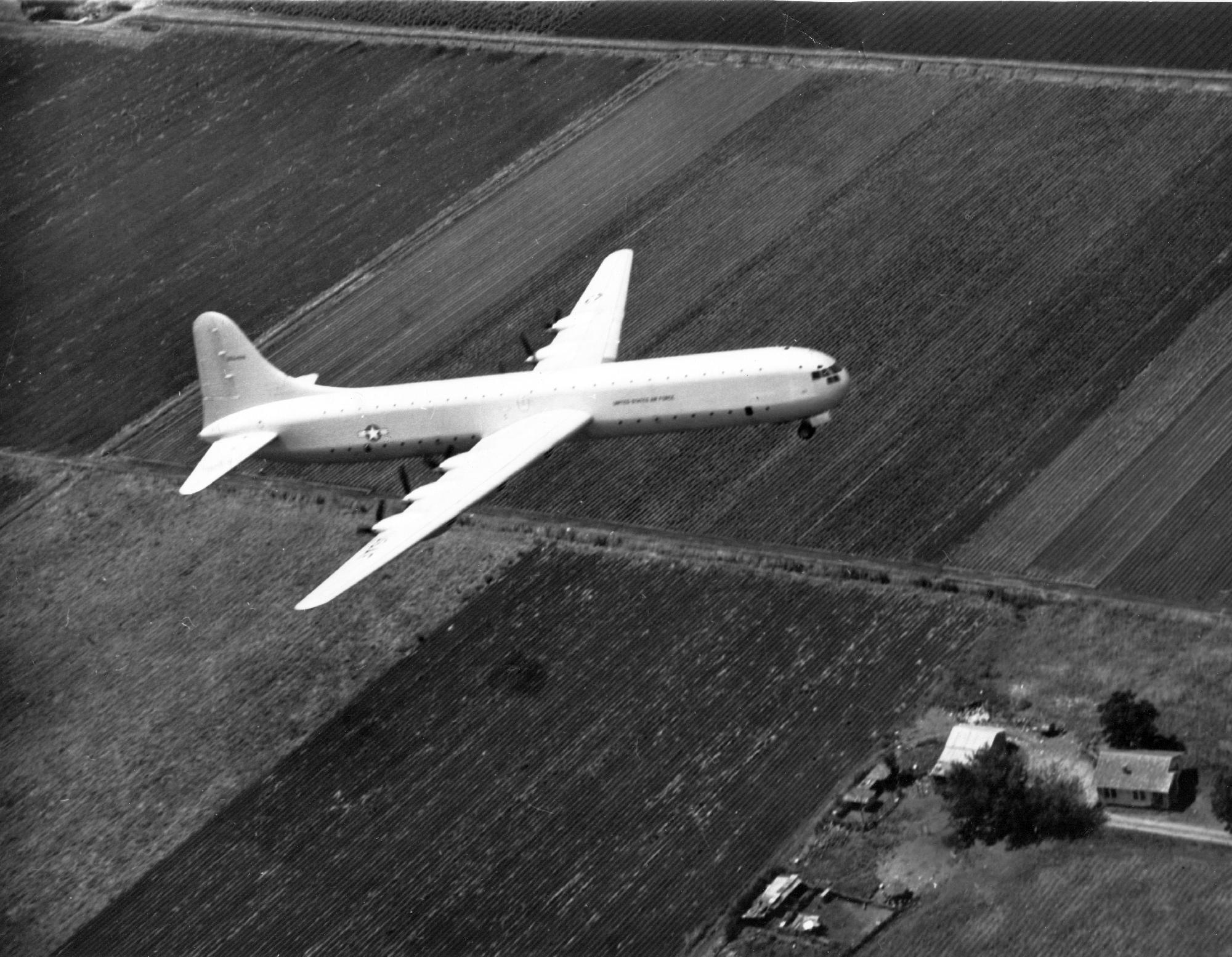

В 1949 г. единственный изготовленный самолёт передали в 7-е авиакрыло Стратегического командования ВВС США.
15 апреля 1949 г. на ХС-99 был установлен рекорд грузоподъёмности — 45,4 т было поднято на высоту 10 000 футов.
В начале 1950-х гг. ХС-99 участвовал в Корейской войне он совершал еженедельные межконтинентальные рейсы в интересах Армии США.
Последний вылет самолёт совершил в марте 1957 г., общий налёт ХС-99 составил 7400 часов.

## Проекты
Модель 37 — проект создания на основе ХС-99 пассажирской машины для перевозки 200 пассажиров на трансатлантических линиях. Переговоры о создании самолёта велись с «Пан Американ», однако заказ от компании так и не поступил.

## Лётно-технические характеристики
Источник данных: Wegg, 1990.

Технические характеристики
- Экипаж: 5 человек
- Пассажировместимость: до 400 вооруженных солдат или 300 раненых на носилках с медицинским персоналом и оборудованием
- Грузоподъёмность: 45 360 кг
- Длина: 55,63 м
- Размах крыла: 70,1 м
- Высота: 17,53 м
- Площадь крыла: 443,3 м²
- Масса пустого: 61 340 кг
- Нормальная взлётная масса: 120 200 кг
- Максимальная взлётная масса: 145 100 кг
- Объём топливных баков: 72 350 л
- Силовая установка: 6 × 28-цилиндровых воздушного охлаждения Pratt & Whitney R-4360-41
- Мощность двигателей: 6 × 3500 л. с. (6 × 2574 кВт)

Лётные характеристики
- Максимальная скорость: 494 км/ч
- Практическая дальность: 13 040 км (с коммерческой нагрузкой 4536 кг)
- Практический потолок: 9144 м